# 洪一新
洪一新（？—17世紀），字瑞符，徽州府歙縣人，明朝、南明軍事人物。

## 生平
洪一新懂得弓箭馬術，年輕時到遼陽從屬山海巡撫馮任，後跟隨楊嗣昌。崇禎十三年（1640年）中武進士，獲授淮安守備，調任河南防禦，與黃得功、劉良佐在南直隸、湖廣立下多次戰功，陞任參將；又討伐袁時中，擢官副總兵。弘光帝繼位，洪一新南歸，晉都督僉事；南京失守，張天祿推薦他，卻不出仕，隱居三十多年後去世。

## 引用
1. 1 2  錢海岳《南明史·卷三十九·列傳第十五》：洪一新，字瑞符，歙縣人。便弓馬，少走遼陽，隸山海巡撫馮任，後從楊嗣昌。以崇禎十三年武進士授淮安守備，調河南防禦。與黃得功、劉良佐戰南直、湖廣功多，陞參將。討袁時中，擢副總兵。
2. ↑  錢海岳《南明史·卷三十九·列傳第十五》：安宗立，南歸，晉都督僉事。南京亡，張天祿薦不出，隱三十餘年卒。